# 방학동
방학동(放鶴洞)은 서울특별시 도봉구의 법정동이다. 3개의 행정동으로 나뉘어 있다. 도봉구청과 도봉소방서가 있다.

## 역사
- 1466년~1914년 3월 31일 : 경기도 양주군 해등촌면 암회리, 도당리, 원당리
- 1914년 4월 1일 : 경기도 양주군 노해면 방학리로 개칭.
- 1963년 : 서울특별시 성북구로 편입
- 1973년 7월 1일 : 서울특별시 도봉구 설치 및 도봉구로 편입
- 2008년 방학3동, 방학4동을 방학3동으로 합동하였다.

## 교통
- 방학역

## 아파트
| 단지명                | 건설사              | 시행사                         | 주소 | 입주        | 비고                    |
| --------------------- | ------------------- | ------------------------------ | ---- | ----------- | ----------------------- |
| 방학동 벽산           | 벽산건설            |                                |      | 1998년 6월  |                         |
| 방학동 한화           | 한화건설            | 한화건설                       |      | 1996년 6월  |                         |
| 방학 동양크레오       | 동양고속건설        | 크레오건설㈜                   |      | 2004년 12월 |                         |
| 방학동 성원           | 성원건설            | 성원건설                       |      |             |                         |
| 방학 브라운스톤       | 이수건설            | 협동현대오성 재건축조합        |      | 2003년 4월  |                         |
| 방학 동부센트레빌     | 동부건설            | ㈜더피앤디                     |      | 2005년 11월 |                         |
| 대상타운 현대         | 고려산업개발㈜      | ㈜대상                         |      | 2001년 10월 | 구 대상㈜ 방학공장 부지 |
| 방학 삼성래미안 1단지 | 삼성물산㈜ 건설부문 | 성창기공㈜ 삼성물산㈜ 건설부문 |      | 2002년 10월 |                         |
| 방학 삼성래미안 2단지 | 삼성물산㈜ 건설부문 | 성창기공㈜ 삼성물산㈜ 건설부문 |      | 2002년 10월 |                         |